# Teinobasis cryptica
Teinobasis cryptica là một loài chuồn chuồn kim trong họ Coenagrionidae.
Teinobasis cryptica được miêu tả khoa học năm 2010 bởi Dow.